# Campionat d'escacs obert del Canadà
El Campionat d'escacs obert del Canadà (en anglès i oficialment, Canadian Open Chess Championship), és un torneig d'escacs obert, de gran prestigi internacional, que se celebra al Canadà des de l'any 1956, i anualment des de 1973, normalment a mitjans de l'estiu; és organitzat per la Federació d'Escacs del Canadà.
Entre 1956 i 1970 va ser organitzat cada dos anys. El torneig anava canviant de ciutat, i ha estat celebrat en set de les deu províncies del Canadà durant els seus 51 anys d'història. El format normalment ha estat un sistema suís amb 9 o 10 rondes, normalment en un període de nou dies. Està obert a tots els jugadors que vulguin participar, des de Grans Mestres a principiants.
La llista de guanyadors del campionat inclou alguns dels millors jugadors del món, com ara els GMs Borís Spasski (el 1971, mentre era Campió del món), Bent Larsen, Aleksei Xírov, Vasil Ivantxuk, Victor Bologan, Artur Iussúpov, Bu Xiangzhi, Oleksandr Moissèienko, Kevin Spraggett, Ljubomir Ljubojević, Larry Evans, Pal Benko, William Lombardy, Gyula Sax, Ígor Vasílievitx Ivanov, Walter Browne, Tony Miles, Larry Christiansen, Joel Benjamin, Eduardas Rozentalis, Vladímir Tukmakov, Jonathan Rowson, Luke McShane, Vladímir Iepixin, Volodímir Malaniuk, Pentala Harikrishna, Alexander Shabalov, i molts altres jugadors d'elit.
El primer torneig celebrat a Mont-real (1956) va ser excel·lent per la presència del jugador de 13 anys Bobby Fischer, el futur Campió del món, que va empatar als llocs 8è-12è. A Mont-real (1974) es va veure la major concurrència fins avui amb 648 jugadors. A Ottawa (2007) es va establir un rècord amb la participació de 22 Grans mestres. El Gran Mestre canadenc Kevin Spraggett té el rècord de victòries amb vuit (en solitari o compartides). Laszlo Witt va fer l'únic torneig perfecte (9-0) a Ottawa (1962). Mark Bluvshtein va ser el campió més jove, amb 17 anys a Edmonton el 2005. Daniel Yanofsky va ser el campió més vell, a l'edat de 54 anys, a Edmonton el 1979. Toronto ha acollit el major nombre de torneigs amb vuit (però no n'ha celebrat cap des de 1995), seguit per Ottawa i Edmonton amb sis.
El torneig de 2008 se celebrà a Mont-real, entre 19 i 27 de juliol, i fou un torneig amb cinc grups, amb una borsa de premis de 25.000 $. Hi van participar més de 300 jugadors. TEl torneig de 2009, també a Edmonton, se celebrà entre l'11 i el 19 de juliol, amb més de 200 jugadors. El torneig de 2010 se celebrà a Toronto, entre 10 i 18 de juliol, amb més de 250 jugadors, en un sol grup, a nou rondes.

## Quadre d'honor
| #  | Any     | Ciutat      | Guanyador                                                                                    |
| -- | ------- | ----------- | -------------------------------------------------------------------------------------------- |
| 1  | 1956    | Mont-real   | Larry Evans, William Lombardy                                                                |
| 2  | 1958    | Winnipeg    | Elod Macskasy                                                                                |
| 3  | 1960    | Kitchener   | Anthony Saidy                                                                                |
| 4  | 1962    | Ottawa      | Laszlo Witt                                                                                  |
| 5  | 1964    | Toronto     | Pal Benko                                                                                    |
| 6  | 1966    | Kingston    | Larry Evans                                                                                  |
| 7  | 1968    | Toronto     | Bent Larsen                                                                                  |
| 8  | 1970    | St. John's  | Bent Larsen                                                                                  |
| 9  | 1971    | Vancouver   | Borís Spasski, Hans Ree                                                                      |
| 10 | 1973    | Ottawa      | Duncan Suttles                                                                               |
| 11 | 1974    | Mont-real   | Ljubomir Ljubojević                                                                          |
| 12 | 1975    | Calgary     | Leonid Xamkóvitx                                                                             |
| 13 | 1976    | Toronto     | Nick de Firmian, Lawrence Day                                                                |
| 14 | 1977    | Fredericton | Jan Green-Krotki                                                                             |
| 15 | 1978    | Hamilton    | Gyula Sax                                                                                    |
| 16 | 1979[1] | Edmonton    | Daniel Yanofsky                                                                              |
| 17 | 1980    | Ottawa      | Lawrence Day                                                                                 |
| 18 | 1981    | Beauport    | Ígor Vasílievitx Ivanov                                                                      |
| 19 | 1982    | Vancouver   | Gordon Taylor                                                                                |
| 20 | 1983    | Toronto     | Kevin Spraggett, Bozidar Ivanovic                                                            |
| 21 | 1984    | Ottawa      | Ígor Vasílievitx Ivanov, Dave Ross, Brett Campbell, Denis Allan                              |
| 22 | 1985    | Edmonton    | Ígor Vasílievitx Ivanov, Brian Hartman                                                       |
| 23 | 1986    | Winnipeg    | Artur Iussúpov, Víktor Kupréitxik                                                            |
| 24 | 1987    | Toronto     | Kevin Spraggett                                                                              |
| 25 | 1988    | Toronto     | Lawrence Day                                                                                 |
| 26 | 1989    | Edmonton    | Vladímir Tukmakov                                                                            |
| 27 | 1990    | Edmundston  | Georgi Timoshenko                                                                            |
| 28 | 1991    | Windsor     | Walter Browne                                                                                |
| 29 | 1992    | Toronto     | Aleksei Bàrsov, Bryon Nickoloff                                                              |
| 30 | 1993    | London      | Kevin Spraggett                                                                              |
| 31 | 1994    | Winnipeg    | Vladímir Tukmakov                                                                            |
| 32 | 1995    | Toronto     | Kevin Spraggett, Eduardas Rozentalis, Deen Hergott, Bryon Nickoloff, Ron Livshits            |
| 33 | 1996    | Calgary     | Kevin Spraggett                                                                              |
| 34 | 1997    | Winnipeg    | Julian Hodgson                                                                               |
| 35 | 1998    | Ottawa      | Kevin Spraggett, Dimitri Tyomkin, Michael Oratovsky, Evgeny Prokopchuk                       |
| 36 | 1999    | Vancouver   | Kevin Spraggett, Georgi Orlov                                                                |
| 37 | 2000    | Edmonton    | Joel Benjamin, Kevin Spraggett, Jonathan Rowson                                              |
| 38 | 2001    | Sackville   | Tony Miles, Larry Christiansen                                                               |
| 39 | 2002    | Mont-real   | Pascal Charbonneau, Jean Hebert, Jean-Marc Degraeve                                          |
| 40 | 2003    | Kapuskasing | Oleksandr Moissèienko                                                                        |
| 41 | 2004[2] | Kapuskasing | Oleksandr Moissèienko, Dimitri Tyomkin                                                       |
| 42 | 2005    | Edmonton    | Vassil Ivantxuk, Aleksei Xírov, Victor Bologan, Mark Bluvshtein, Saptarshi Roy Chowdhury     |
| 43 | 2006    | Kitchener   | Walter Arencibia, Abhijit Kunte                                                              |
| 44 | 2007    | Ottawa      | Bu Xiangzhi                                                                                  |
| 45 | 2008[3] | Mont-real   | Oleksandr Moissèienko, Victor Mikhalevski, Eduardas Rozentalis, Matthieu Cornette            |
| 46 | 2009    | Edmonton    | Mark Bluvshtein, Edward Porper                                                               |
| 47 | 2010    | Toronto     | Luke McShane                                                                                 |
| 48 | 2011    | Toronto     | Walter Arencibia, Joel Benjamin, Dejan Bojkov                                                |
| 49 | 2012    | Victoria    | Eric Hansen                                                                                  |
| 50 | 2013    | Ottawa      | Nigel Short, Eric Hansen                                                                     |
| 51 | 2014[4] | Mont-real   | Serguei Tiviàkov (desempat Armageddon, per davant de Robin van Kampen i Ehsan Ghaem-Maghami) |